# Harakawa Riki
Harakawa Riki (sinh ngày 18 tháng 8 năm 1993) là một cầu thủ bóng đá người Nhật Bản.

## Đội tuyển bóng đá quốc gia Nhật Bản
Harakawa Riki được triệu tập vào đội tuyển Nhật Bản tham dự Thế vận hội Mùa hè 2016.